# Bartolomeo Schermini
Bartolomeo Schermini (né le 26 mars 1841 à Brescia et mort le 25 novembre 1896) est un peintre italien, principalement de scènes de genre et de costumes.

## Biographie
Résidant à Brescia, Bartolomeo Schermini étudie à l'Académie Brera sous la direction de Giuseppe Bertini. 
Il expose à l'Exposition des Beaux-Arts en 1872 à Milan. Il expose : Una sillaba moderna ; Scherzo infantile ; Libertà ; et en 1881 dans la même ville, il expose une peinture intitulée : S'ingioiella la sposa ; et à Rome, en 1883, il expose une peinture de scène de costumes,.